# Сімкін Денис Валерійович
Дени́с Вале́рійович Сімкін — заслужений майстер спорту України з кікбоксингу.

## Спортивні досягнення
- триразовий чемпіон світу,
- шестиразовий володар Кубка світу,
- переможець Перших Європейських ігор з неолімпійських видів спорту.